# 白特勞恩河
47°49′58″N 12°38′46.05″E / 47.83278°N 12.6461250°E

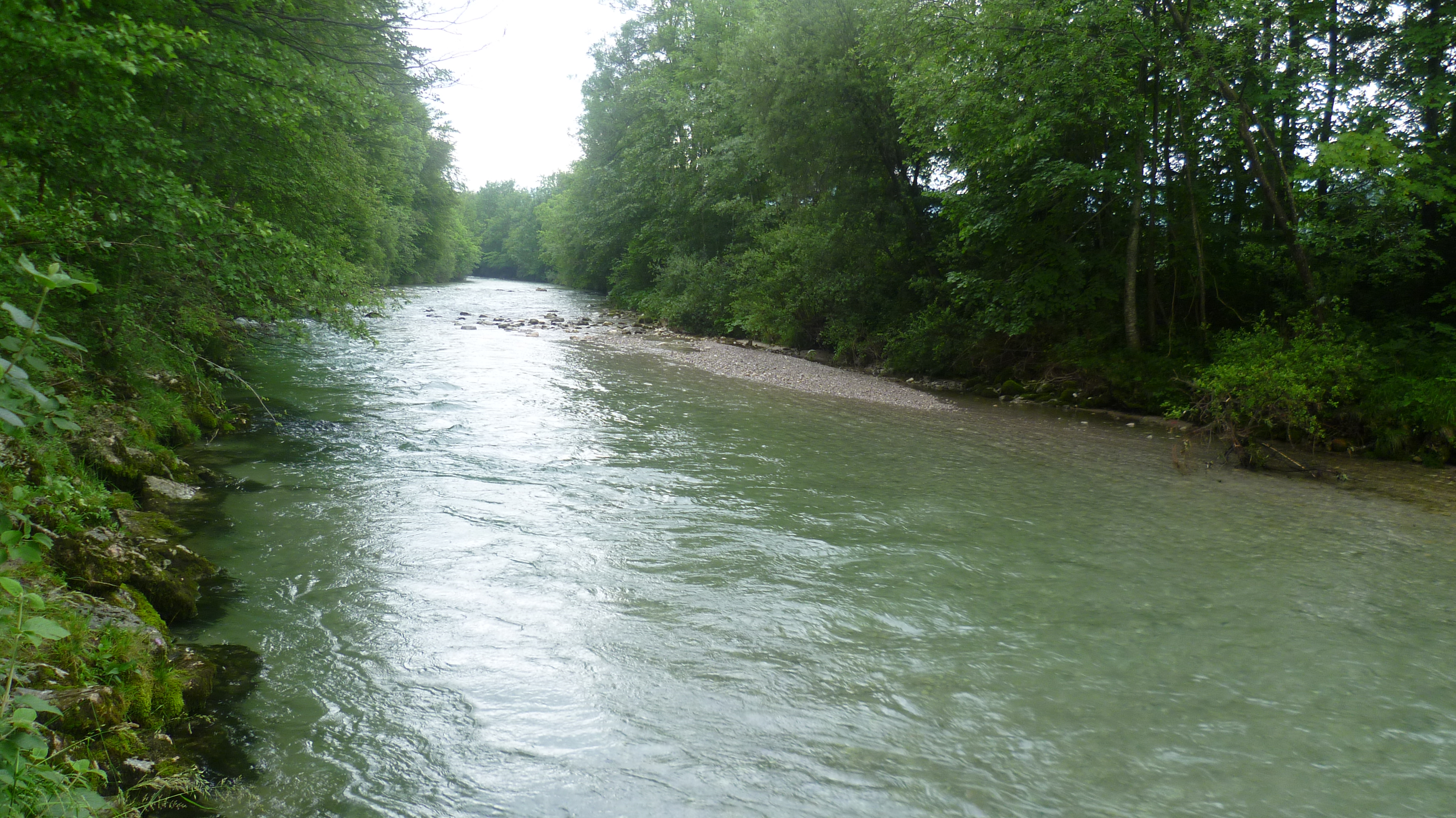

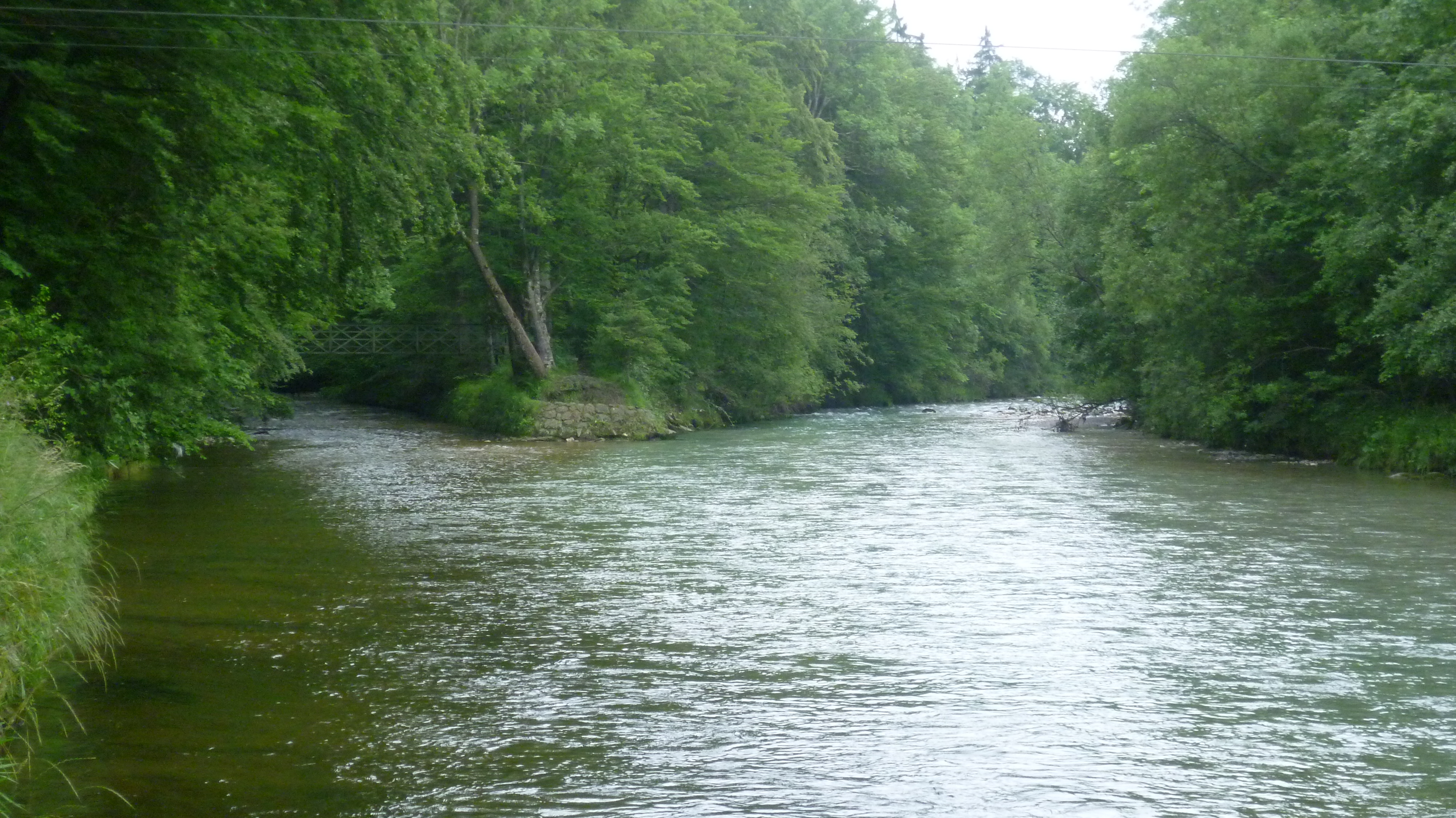

白特勞恩河是德國的河流，位於該國東南部，由巴伐利亞負責管轄，屬於特勞恩河的左源，河道全長13.3公里，流經特勞恩施泰因縣。